# London Critics' Circle Film Awards 2019
40. ročník předávání cen London Critics' Circle Film Awards se konal 30. ledna 2020. Nominace byly oznámeny dne 17. prosince 2019.

## Vítězové a nominovaní

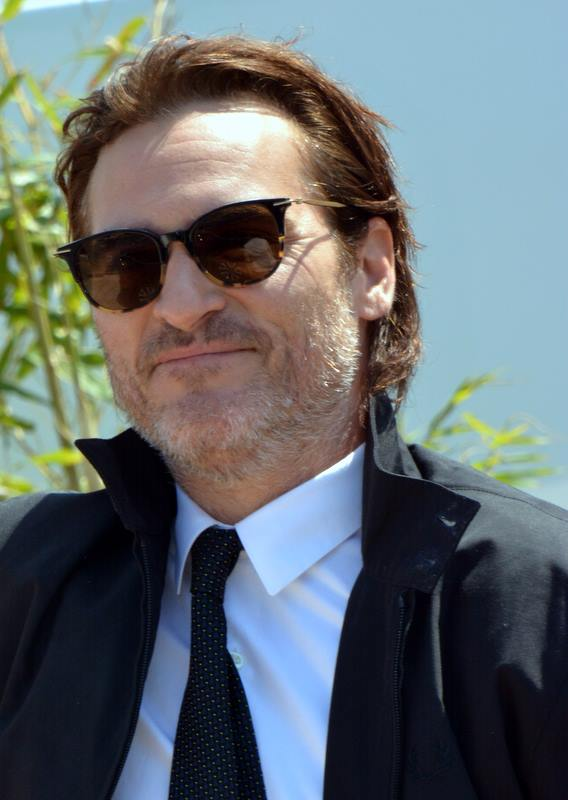
Joaquin Phoenix, vítěz v kategorii nejlepší mužský herecký výkon v hlavní roli za výkon ve filmu Joker

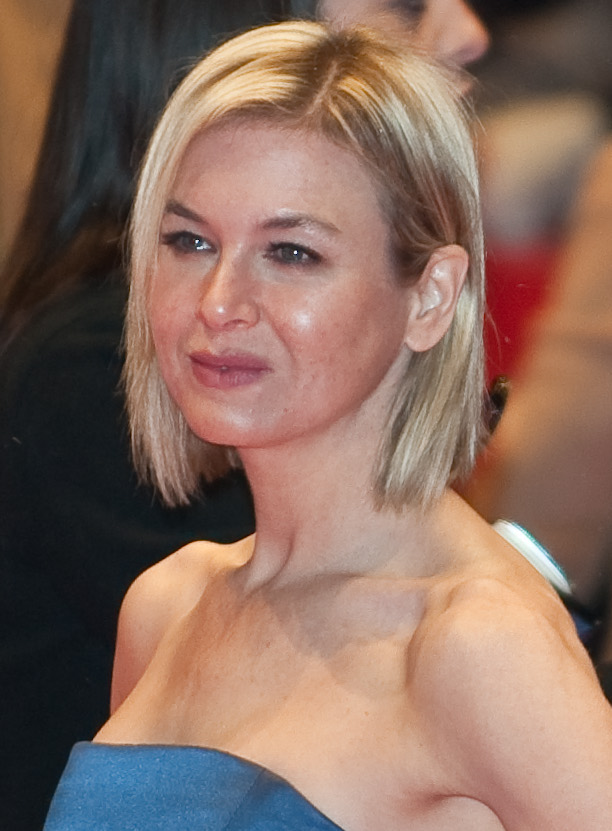
Renée Zellweger, vítězka v kategorii nejlepší ženský herecký výkon v hlavní roli za výkon ve filmu Judy

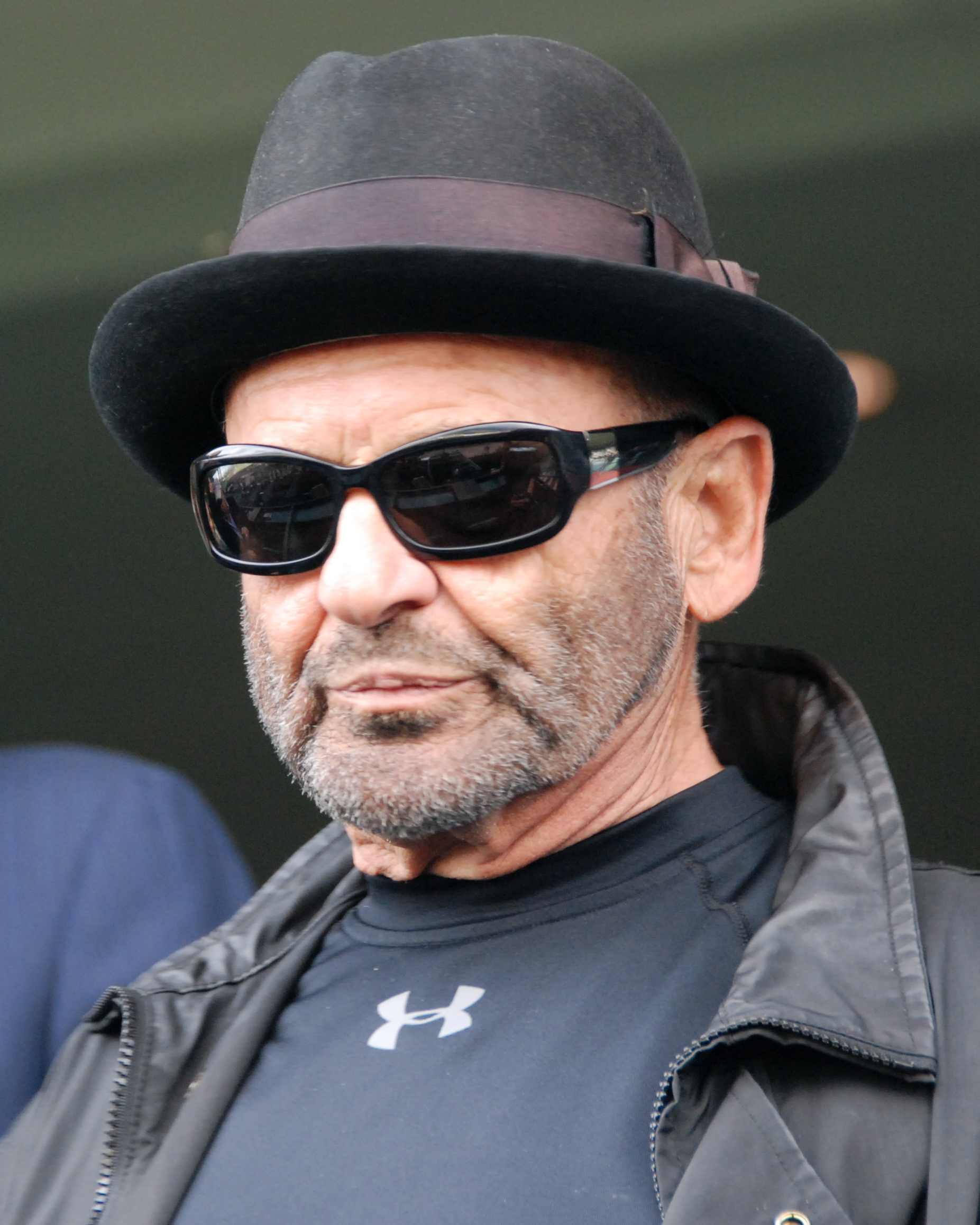
Joe Pesci, vítěz v kategorii nejlepší mužský herecký výkon ve vedlejší roli za výkon ve filmu Irčan

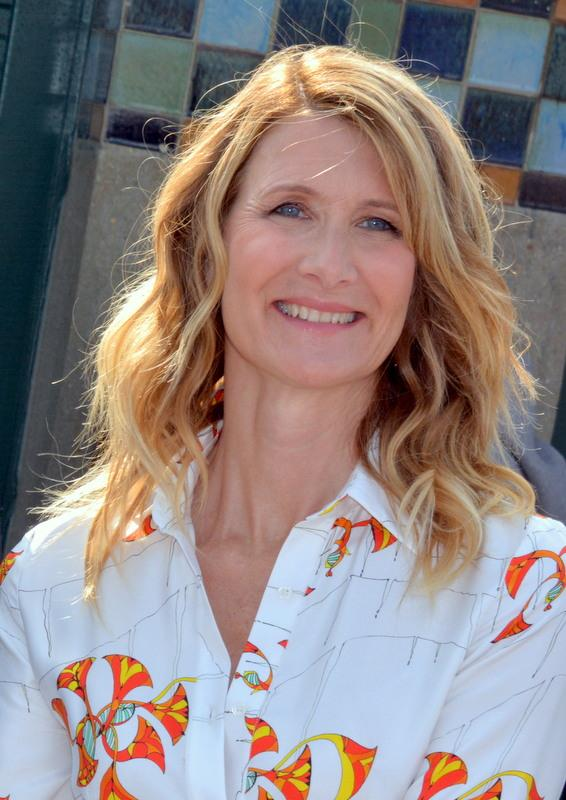
Laura Dern, vítězka v kategorii nejlepší ženský herecký výkon ve vedlejší roli za výkon ve filmu Manželská historie

### Nejlepší film
Parazit
- Irčan
- Joker
- Na nože
- Manželská historie
- Slunovrat
- 1917
- Bolest a sláva
- Portrét dívky v plamenech
- The Souvenir

### Nejlepší britský/irský film
The Souvenir
- Bait
- 1917
- Rocketman
- Wild Rose

### Nejlepší režisér
Pon Džun-ho – Parazit
- Pedro Almodóvar – Bolest a sláva
- Sam Mendes – 1917
- Céline Sciamma – Portrét dívky v plamenech
- Martin Scorsese – Irčan

### Nejlepší scénář
Noah Baumbach – Manželská historie
- Pedro Almodóvar – Bolest a sláva
- Pon Džun-ho a Han Jin Won– Parazit
- Joanna Hogg – The Souvenir
- Steven Zaillian – Irčan

### Nejlepší herec v hlavní roli
Joaquin Phoenix jako Arthur Fleck / Joker – Joker
- Antonio Banderas jako Salvador Mallo – Bolest a sláva
- Tom Burke jako Anthony – The Souvenir
- Robert De Niro jako Frank Sheeran – Irčan
- Adam Driver jako Charlie Barber – Manželská historie

### Nejlepší herečka v hlavní roli
Renée Zellweger jako Judy Garland – Judy
- Scarlett Johansson jako Nicole Barber – Manželská historie
- Lupita Nyong'o jako Adelaide Wilson / Red – My
- Florence Pughová jako Dani – Slunovrat
- Charlize Theron jako Megyn Kelly – Bombshell

### Nejlepší herec ve vedlejší roli
Joe Pesci jako Russell Bufalino – Irčan
- Tom Hanks jako Fred Rogers – A Beautiful Day in the Neighborhood
- Shia Labeouf jako James Lort – Honey Boy
- Al Pacino jako Jimmy Hoffa – Irčan
- Brad Pitt jako Cliff Booth – Tenkrát v Hollywoodu

### Nejlepší herečka ve vedlejší roli
Laura Dern jako Nora Fanshaw – Manželská historie
- Jennifer Lopez jako Ramona Vega – Zlatokopky
- Florence Pughová jako Amy March – Malé ženy
- Margot Robbie jako Kayla Pospisil – Bombshell
- Tilda Swinton jako Rosalind – The Souvenir

### Nejlepší britský/irský herec
Robert Pattinson jako Thomas Howard – Maják, jako Monte – High Life a jako Dapuhin – Král
- Tom Burke jako Anthony – The Souvenir
- Taron Egerton jako Elton John – Rocketman
- George MacKay jako Schofield 1917, jako Lutz – Where Hands Touch a jako Hamlet – Ophelia
- Jonathan Pryce jako kardinál Jorge Bergoglio – Dva papežové

### Nejlepší britská/irská herečka
Florence Pughová jako Amy March – Malé ženy, jako Saraya Knight – Souboj s rodinou a jako Dani  – Slunovrat
- Saoirse Ronan jako Josephine "Jo" March – Malé ženy
- Cynthia Erivo jako Harriet Tubman – Harriet
- Lesley Manville jako Joan – Ordinary Love a jako Flittle  – Zloba: Královna všeho zlého
- Jessie Buckley – Wild Rose/Judy

### Nejlepší britská/irská mladá herečka/mladý herec
Honor Swinton Byrne – The Souvenir
- Raffey Cassidy – Vox Lux
- Dean-Charles Chapman – 1917/Král/Hudba mého života
- Roman Griffin Davis – Králíček Jojo
- Noah Jupe – Honey Boy/ Le Mans ’66

### Nejlepší dokument
Pro Samu
- Amazing Grace
- Apollo 11
- Jeskyně
- Varda podle Agnès

### Nejlepší cizojazyčný film
Portrét dívky v plamenech
- Šťastný Lazzaro
- Monos
- Bolest a sláva
- Parazit

### Objev roku – britský/irský filmař
Mark Jenkin – Bait
- Waad Al-Kateab & Edward Watts – Pro Samu
- Richard Billingham – Ray a Liz
- Owen McCafferty – Ordinary Love
- Nicole Taylor – Wild Rose

### Nejlepší britský/irský krátkometrážní film
The Devil’s Harmony
- Appreciation
- Až za severním větrem
- Kingdom Come
- Pompeii

### Technická ocenění
Tenkrát v Hollywoodu – Barbara Ling, výprava
- Ad Astra – Allen Maris, vizuální efekty
- Apollo 11 – Todd Douglas Miller, střih
- Judy – Jeremy Woodhead, masky
- Malé ženy – Jacqueline Durran, kostýmy
- Motherless Brooklyn – Daniel Pemberton, hudba
- Monos – Jasper Wolf, kamera
- 1917 – Oliver Tarney, zvuk
- Parazit – Lee Ha Jun, výprava
- Ovečka Shaun ve filmu: Farmageddon – Will Becher & Richard Phelan, animace

### Ocenění Dilys Powella
- Sally Potter
- Sandy Powell